# Fort Lingsfort

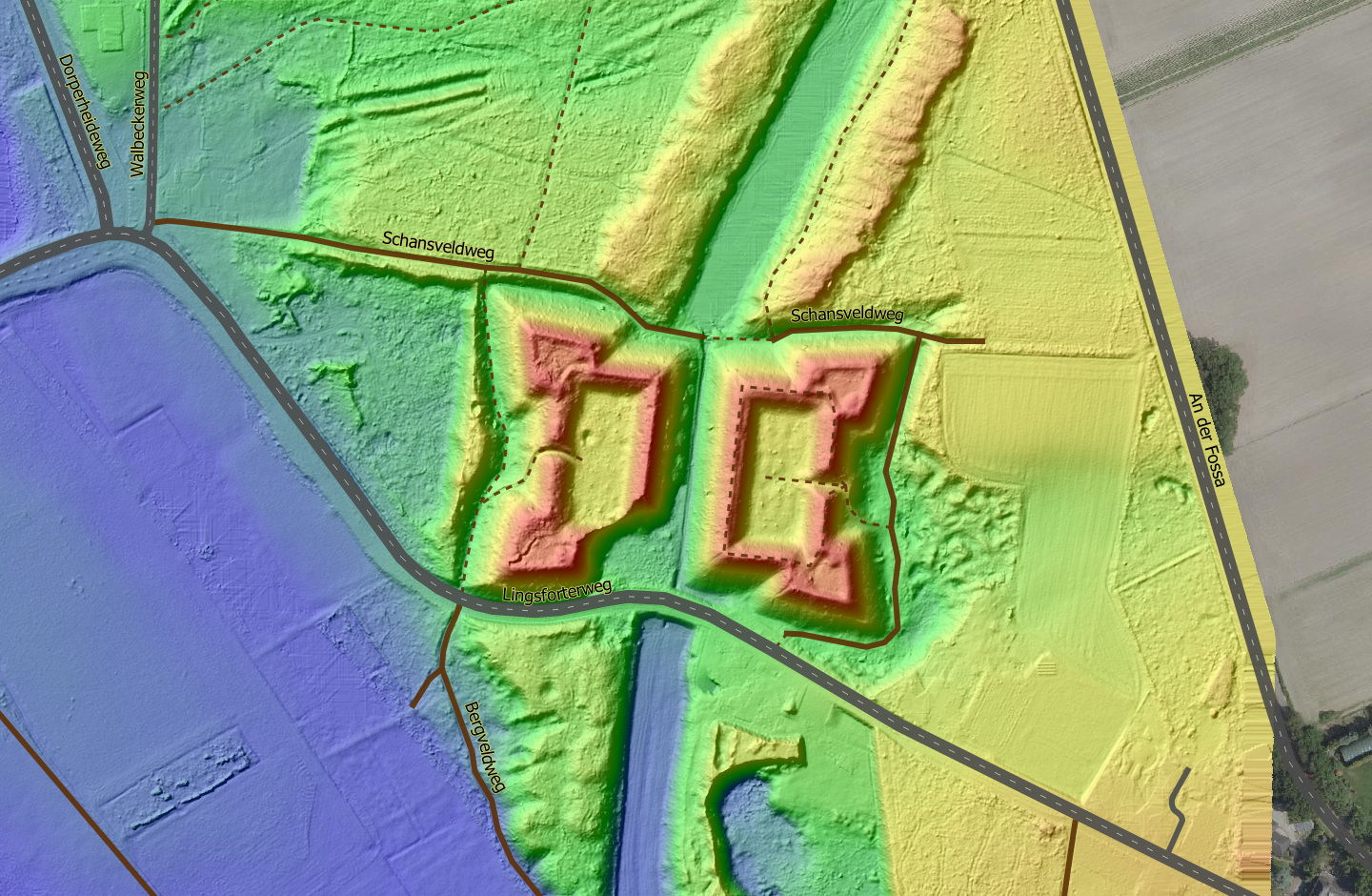
Fort Hazepoot is goed zichtbaar op een hoogtekaart.

Fort Lingsfort (of Fort Hazepoot) is een dubbelfort in Arcen, bij Venlo. Het ligt vlak bij de Duitse grens, aan de noordkant van de Lingsforterweg.

## Geschiedenis
Fort Lingsfort is het enige behouden dubbelfort van de Fossa Eugeniana, een 17e-eeuws kanaal tussen de Maas en de Rijn. Het kanaal zou tussen de twee forthelften doorlopen. Ter plaatse zou een meertrapssluis aangelegd worden die bijzondere bescherming behoefde. Nadat de werkzaamheden aan het kanaal werden gestaakt raakte Fort Lingsfort in verval. Rond 1800 groeiden bomen op het verlaten fort. Een deel daarvan is in de 21e eeuw gerooid waardoor de dubbele aarden wallen met vier bastions en droge grachten weer  zichtbaar zijn geworden. Het fort is aangewezen als rijksmonument, nummer 8265. Het omringende landschap was vroeger open en bestond voornamelijk uit moerassen en heidevelden. Er zijn in de directe omgeving geen archeologische vondsten meer gedaan.

## Naam van het fort
Het fort is genoemd naar de buurtschap Lingsfort die al in de middeleeuwen bestond ter plaatse van een gang door het veen en een voorde of fort over de Scheidsgraaf op de weg van Arcen naar Straelen. De buurtschap werd eertijds onder andere genoemd als Lynxvoert (ca. 1400), Linsfoirt (1413), Linckxvoort en Linckxfort (1627). De naam heeft dus niets te maken met het dubbelfort zelf of met (een onderdeel van) de te bouwen schutsluis, zoals later wel werd gedacht. Het fort wordt ook Fort Hazepoot genoemd naar ingenieur Gerrit Haesenvoet uit Geldern die als ontwerper en aannemer bij de aanleg betrokken was.

## Fossa Eugeniana
De Fossa Eugeniana was bedoeld als kanaalverbinding voor de Zuidelijke Nederlanden van de Rijn in Duitsland via de Maas naar de Schelde. Alleen het gedeelte tussen Rheinberg aan de Rijn en Venlo aan de Maas kreeg een begin van uitvoering. De werken hadden plaats tussen 1626 en circa 1630 in opdracht van het Spaans bestuur in Brussel. Voornaamste doel was de winstgevende Rijnhandel van de Republiek der Zeven Verenigde Nederlanden af te leiden naar de Zuidelijke (Spaanse) Nederlanden. Langs het kanaal werden 24 schansen gebouwd om het te verdedigen tegen aanvallen vanuit de Republiek. Twee van die verdedigingswerken werden uitgevoerd als groter dubbelfort (fort royal), waaronder het Fort Lingsfort. De Fossa Eugeniana werd nooit voltooid.